# Effetti della cannabis sulla salute
In questa pagina viene trattato il tema degli effetti della cannabis sulla salute, con particolare riferimento ai possibili effetti indesiderati o dannosi che possono manifestarsi con il consumo di questa pianta.
I possibili utilizzi ed effetti terapeutici non sono invece trattati in questa voce: per approfondire le possibili applicazioni terapeutiche della canapa vedi la voce uso medico della cannabis.

## Introduzione
Nonostante esistano molti studi dai risultati spesso contraddittori o non abbastanza estesi da poter trarre conclusioni definitive circa gli effetti della cannabis sulla salute, almeno su una parte di questi possibili effetti si è arrivati a conclusioni generalmente accettate. Questo articolo utilizza varie fonti, tra cui articoli a revisione paritaria di riviste mediche internazionali, relazioni scientifiche, libri di testo, siti web e riviste, per stabilire una visione d'insieme degli effetti chiaramente documentati associati all'uso di cannabis.

## Perché studiare la cannabis è difficile
Il motivo della contraddittorietà che c'è spesso nelle ricerche sulla cannabis è data da vari fattori. La maggior parte dei soggetti che fanno uso di cannabis lo fa associandolo al tabacco il che, soprattutto nelle ricerche sulla possibilità di sviluppare patologie respiratorie o cancro, rende molto difficile stabilire quale sia il contributo dell'una o dell'altra nello sviluppo della patologia. Altra causa è il variare della percentuale di principi attivi come THC o cannabidiolo: infatti molte delle attuali varietà cannabis sono state selezionate per avere un differente apporto di principi attivi e generare effetti molto più potenti rispetto ad esempio di quelle di vent'anni fa. Un altro motivo non secondario è l'illegalità diffusa della sostanza, che potrebbe rendere riluttanti le persone a partecipare agli studi, oppure che potrebbero non dire la quantità di cui fanno realmente uso. Oltre alle persone, gli stessi ricercatori devono passare spesso per una lunga serie di pratiche burocratiche per studiarla.

## Vincoli legali e politici alla ricerca scientifica

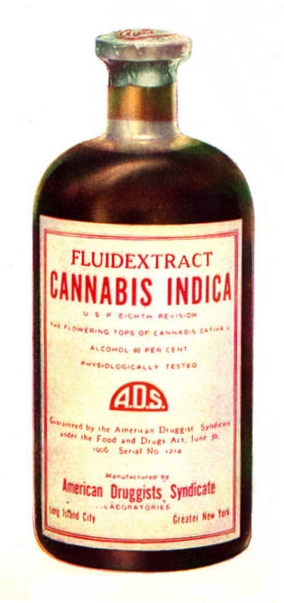
Antica bottiglia di sciroppo alla cannabis per uso curativo (U.S.A)

In molti paesi, la ricerca sperimentale sugli effetti della cannabis sulla salute incontra ostacoli di varia natura per via dell'illegalità della pianta stessa. In particolare è difficile condurre ricerche scientifiche sugli utilizzi della cannabis come farmaco o come droga poiché è problematico ottenere legalmente, seppure a solo scopo di ricerca, campioni di pianta di qualità soddisfacente in termini di purezza, conservazione, contenuto di principi attivi.

### Negli Stati Uniti
Il problema è stato recentemente messo in luce negli Stati Uniti dallo scontro tra la Multidisciplinary Association for Psychedelic Studies (MAPS, Associazione multidisciplinare per gli studi psichedelici), un gruppo di ricerca indipendente, e il National Institute on Drug Abuse (NIDA, Istituto nazionale per l'abuso di droghe), un'agenzia federale incaricata dell'applicazione della scienza allo studio dell'abuso di droghe. Il NIDA opera in gran parte sotto il controllo generale dell'Office of National Drug Control Policy (ONDCP, Ufficio della politica nazionale sul controllo delle droghe), un ufficio esecutivo della Casa Bianca responsabile della coordinazione diretta di tutti gli aspetti legali, legislativi, scientifici, sociali e politici della politica federale sul controllo delle droghe.
Studi in materia e nello specifico sulle modifiche della personalità dei consumatori sono stati effettuati dal Professor Lester Grinspoon, psichiatra e professore emerito dell'Università di Harvard.

### In Italia
Le prime sperimentazioni e test sull'uso medico e ricreativo della cannabis, e relativi effetti e tossicità, furono svolte da Carlo Erba e i suoi colleghi, a cominciare dall'anno 1847.
Alcuni di questi esperimenti consistettero nell'hashish e dell'olio di cannabis come cura funzionante contro il tetano e come potente farmaco anti-colera.
Studi approfonditi sulla tossicità della cannabis e sulla sua eventuale correlazione con altre droghe sono stati effettuati dal neurofarmacologo Gian Luigi Gessa.
Nel dicembre 2006, su richiesta del Ministero della Sanità, il Consiglio dei ministri ha approvato un disegno di legge finalizzato a promuoverne la ricerca ed ha previsto l'inserimento di due farmaci a base di questa sostanza (il Delta-8-tetraidrocannabinolo e il Delta-9-tetraidrocannabinolo) nell'elenco delle terapie farmacologiche contro il dolore.

## Rapporti di commissioni mediche internazionali

### La Commissione Unita
Nel 2001 i Ministeri della Sanità di Francia, Germania, Belgio, Paesi Bassi e Svizzera decidono di istituire una "commissione unita" al fine di dare finalmente un giudizio univoco sull'argomento. Nell'introduzione al loro lavoro, la commissione afferma che troppe volte si sono dati giudizi e prese decisioni politico-legali senza valide ed accertate basi scientifiche, usando studi parziali, spesso inesatti o addirittura errati.
Secondo la commissione all'epoca almeno 45 milioni di cittadini europei provenienti da ogni classe sociale ed etnia ne avevano fatto uso una o più volte ma che l'uso era meno frequente che negli USA o in Australia. Disoccupazione, assenteismo scolastico, abuso di fumo ed alcol sono più spesso associati ad un uso intenso di cannabis.  Secondo la commissione non ci sono però sufficienti prove che la cannabis sia una droga di passaggio ma che non si era in grado, nemmeno con osservazioni su animali, di trarre conlcusioni definitive su questo aspetto.
La commissione aveva ritenuto opportuno suddividere in tre gruppi coloro che facevano uso di cannabis: occasionali, regolari, intensivi. L'uso occasionale, secondo la commissione non pone gravi danni alla salute, mentre l'uso intenso può causare danni ai polmoni e, nel caso di preesistenti problemi cardiovascolari o ipertensione, causare ulteriori danni al cuore. Non è stato possibile stabilire gli effetti del fumare cannabis sul feto durante la gravidanza. Secondo Bergen il fumo derivante dalla combustione della cannabis conterrebbe il 50% di sostanze cancerogene in più del fumo non filtrato ottenuto dalla combustione di tabacco; altre vie di assunzione che non prevedono la combusione non sarebbero associate ad un rischio di cancro. Uno dei maggiori indiziati per l'effetto cancerogeno del fumo di cannabis sarebbe l'α-benzopirene, un noto cancerogeno che si sviluppa comunemente nel corso di processi di combustione, nonché naftalene e benzoantracene. I pochi studi effettuati fino ad allora però non mostravano un'incidenza significativamente maggiore di cancro ai polmoni nei fumatori di cannabis rispetto ai fumatori di solo tabacco: Scholten ha osservato che i fumatori di cannabis, anche quelli che ne fanno uso inteso, generalmente fumano meno di un fumatore medio di tabacco, il che porterebbe a eguagliare il potenziale cancerogeno di tabacco e cannabis. L'istituto francese INSERM, tuttavia, ritiene la questione ancora aperta e da approfondire attraverso ulteriori studi.

### Rapporto del parlamento canadese
Il "Senate Special Committee on illegal drugs" del Parlamento canadese ha studiato e revisionato gli studi in materia, forte anche dell'esperienza di anni di sperimentazione della cannabis per uso terapeutico avvenuta nel paese.
Nel rapporto biennale (pubblicato nel 2002) ha indagato i differenti modelli di consumo classificandoli in livelli di rischio, ossia “uso sperimentale”, “uso regolare”, “uso a rischio”, “uso eccessivo”. Non è stata presa in esame solamente la quantità di sostanza consumata e la frequenza ma anche il contesto, ad esempio, se e quando il consumo si concili o al contrario interferisca con le normali attività quotidiane.
Il rapporto conclude che:

## Effetti fisici e psicologici

Scala razionale per valutare il danno delle droghe (da The Lancet)

### Effetti neurologici e fisici acuti
L'assunzione acuta di cannabis provoca una serie di effetti fisiologici e neurologici che variano in base alla modalità di assunzione, alla sensibilità individuale, alla dose consumata e alla frequenza di utilizzo. Gli effetti più comuni includono:
- arrossamento oculare, dovuto alla vasodilatazione congiuntivale;
- analgesia e riduzione della coordinazione motoria;
- diminuzione della pressione intraoculare (effetto talvolta sfruttato a fini terapeutici nel trattamento del glaucoma);
- stimolazione dell'appetito (nota come "fame chimica") e conseguente iperfagia;
- tachicardia, in dosaggio acuto.

Gli effetti neurologici della cannabis derivano dall'interazione dei suoi principi attivi, primo fra tutti il tetraidrocannabinolo (THC), con i recettori cannabinoidi di tipo 1 (CB1) presenti in diverse aree del sistema nervoso, in particolare: gangli della base e cervelletto (coordinazione dei movimenti), ippocampo (apprendimento, memoria e del controllo dello stress), corteccia prefrontale (ragionamento e pensiero astratto), Nucleus accumbens (sistema della ricompensa e sensazioni di piacere), Ipotalamo (regolazione dell'appetito e dell'omeostasi), Amigdala (percezione di emozioni come la paura), Midollo spinale (percezione del dolore), tronco encefalico e nucleo del tratto solitario (controllo di nausea evomito, regolazione del sonno e della funzione sessuale).
L'alterazione del funzionamento di queste aree si traduce in diversi effetti a livello soggettivo: una maggiore gratificazione sensoriale (sapore del cibo, percezione della musica, attività ricreative); aumento dell'introspezione e della consapevolezza del sé; leggera euforia e riduzione dello stress. A dosi elevate o negli utilizzatori occasionali, si osservano frequentemente anche altre alterazioni percettive come distorsioni dello scorrere del tempo e della immagine corporea, deficit cognitivi transitori (memoria, attenzione, capacità di concentrazione), sensazioni di depersonalizzazione e distacco. Tuttavia si possono verificare anche effetti collaterali, tra cui:
- Ansia e panico, più frequenti negli utilizzatori cronici,[19] che possono sfociare in franchi episodi psicotici o paranoia, in genere autolimitanti in poche ore;[20][21]
- Deficit di attenzione e cognitivi, difficoltà di memoria; [22]
- Diminuzione dell'abilità e della prontezza dei riflessi (che possono ad esempio interferire con attività come la guida),[23] nonché una ridotta stabilità della postura e ridotta fermezza della mano nell'eseguire compiti e movimenti che richiedono particolare attenzione[22];
- sedazione e letargia;
- sindrome da iperemesi cannabinoide, una condizione rara ma potenzialmente grave associata a nausea e vomito intensi, osservata specie ad alte dosi.[24] Questo effetto è stato molto pubblicizzato su media americani a seguito della legalizzazione della cannabis ad uso ricreativo in alcuni stati.[25][26]

La comparsa e l'intensità di questi effetti sono influenzate da fattori individuali (tolleranza, stato d'animo, contesto ambientale – noti come set e setting), dalla varietà utilizzata (diversa composizione in cannabinoidi), dalla modalità di consumo (inalazione, ingestione) e dalla coassunzione di altre sostanze (ad esempio alcol). Nei soggetti alle prime esperienze, l'assunzione a stomaco vuoto o in combinazione con alcol può provocare episodi di iperreazione autonomica (sudorazione profusa, nausea, vomito), che solitamente si risolvono spontaneamente entro  un breve periodo di tempo (generalmente 2-3 minuti).
Dal punto di vista motorio, i cannabinoidi mostrano un effetto bifasico: a basse dosi possono stimolare il movimento, mentre a dosi elevate ne riducono l'efficienza, con conseguente instabilità posturale e ridotta precisione nei movimenti fini. L'effetto vasodilatatore della cannabis ha alimentato l'erronea convinzione che essa migliori le performance sessuali. Al contrario, l'uso cronico è stato associato a disfunzioni sessuali, inclusa una maggiore incidenza di anorgasmia ed eiaculazione precoce, con un rischio stimato fino a quattro volte superiore rispetto alla popolazione generale.
La cannabis presenta un margine di sicurezza elevato. La dose letale teorica è stimata essere circa 40.000 volte superiore alla dose attiva, rendendo virtualmente impossibile un sovradosaggio fatale con le comuni modalità di assunzione (in particolare il fumo).
L'uso prolungato di cannabis determina nell'organismo cambiamenti transitori sia a livello farmacocinetico (ovvero a livello del modo in cui i principi attivi sono assorbiti, distribuiti, metabolizzati ed eliminati) sia farmacodinamico (ovvero come essi interagiscono con i recettori cellulari). Questi cambiamenti portano l'utilizzatore a consumare quantitativi più elevati per ottenere lo stesso effetto (tolleranza) e determinano una più efficiente eliminazione della cannabis dall'organismo potenziando i processi metabolici a questo preposti, col rischio però di aumentare l'incidenza di effetti collaterali.
Una revisione condotta dal professor David Nutt dell'Università di Bristol ha confrontato il profilo di rischio di diverse sostanze psicoattive, evidenziando che, in termini di danni complessivi per la salute, la cannabis presenta una pericolosità inferiore rispetto a sostanze legali come alcol e nicotina, soprattutto se utilizzata con moderazione.

### Effetti sulla respirazione
Fumare sigarette, cannabis o anche solo provarne una, può provocare crisi asmatiche anche molto forti. Le sostanze chimiche presenti sprigionate dalla combustione sono la prima delle cause della crisi d'asma. Il fumo di tabacco o di marijuana irrita le vie aeree polmonari. Il fumo incide sulla normale funzione dei polmoni di espellere il muco e gli altri irritanti fattori che provocheranno l'infezione. Alcuni composti sprigionati dalla combustione, come il monossido di carbonio, possono interferire con la normale capacità del sangue di trasportare l'ossigeno ai tessuti.
Ciò sta a significare che gli utilizzatori cronici sono i soggetti più predisposti e questi fattori potrebbero scatenare o aggravare i sintomi asmatici, specie quando i due tipi di pianta sono miscelati insieme.
Uno studio canadese del 2022 ha mostrato come i fumatori di marijuana sviluppino una maggiore incidenza di enfisema polmonare rispetto ai fumatori di tabacco (76% contro 67%); incidenza che peraltro sale al 93% se si effettua correlazione per sesso ed età. Inoltre, la totalità dei tabagisti analizzati nello studio ha almeno cinquant'anni, contro oltre il 40% dei fumatori di marijuana presi in esame, che è più giovane di cinquant'anni. Si è dunque concluso che i fumatori di marijuana sviluppano danni ai polmoni prima e con una minore esposizione alla sostanza rispetto ai tabagisti. Inoltre i fumatori di marijuana mostrano maggiori tassi di infiammazione delle vie aeree, anche senza correlazione tra sesso ed età.

### Effetti cardiovascolari
Gli effetti acuti dell'assunzione di THC sul sistema cardiovascolare sono da tempo noti e comprendono tipicamente un franco aumento della frequenza cardiaca e un moderato aumento della pressione arteriosa, associati talvolta a ipotensione ortostatica. Tali manifestazioni sono dose-dipendenti ma possono essere ridotti dallo sviluppo di tolleranza farmacologica sul medio e lungo termine.
La tachicardia si osserva pressoché costantemente dopo l'assunzione di cannabinoidi e dura generalmente per le successive 2 o 3 ore. Questo effetto è determinato soprattutto dall'attivazione del sistema nervoso simpatico (maggiore tono adrenergico a livello cardiaco) che determina un aumento della frequenza di scarica da parte del nodo del seno atriale (tachicardia sinusale).
Studi epidemiologici dimostrano una più alta incidenza di palpitazioni nella popolazione di fumatori di cannabis. Nella maggior parte dei casi il sintomo è correlato alla tachicardia sinusale ma un numero sempre crescente di evidenze scientifiche riguardano l'associazione tra assunzione di THC e aritmie cardiache di natura diversa (aritmie ventricolari, fibrillazione atriale).
Una stretta relazione temporale tra assunzione di cannabinoidi e insorgenza di fibrillazione atriale (FA) è stata descritta in numerosi case reports e riguarda soprattutto persone giovani, prive di anomalie cardiache associate e non esposte ad altri fattori che abitualmente precipitano la FA. L'iperstimolazione da parte del sistema simpatico può infatti scatenare una FA anche in persone sane. Accanto a ciò, alterazioni del microcircolo coronarico e ischemia possono agire come fattori indipendenti dallo stimolo adrenergico.
Sebbene un inquadramento epidemiologico rigoroso sia difficile per le caratteristiche stesse della popolazione da analizzare e per i concomitanti effetti psichici che giocano un ruolo confondente, è verosimile che l'incidenza di questi quadri clinici sia importante, crescente e del tutto sottostimata.
La vasodilatazione periferica e l'incremento della frequenza cardiaca sono responsabili dell'aumento della gittata cardiaca che, assieme alle modificazioni della pressione, determina un maggiore lavoro cardiaco e pertanto una maggiore richiesta d'ossigeno da parte del muscolo cardiaco. Parallelamente il monossido di carbonio assunto con il fumo riduce le capacità di trasporto dell'ossigeno da parte del sangue. Tale situazione mette il cuore a rischio di ischemia nelle persone che presentano altri fattori di rischio cardiovascolare (tabagismo, dislipidemie, ipertensione, sedentarietà). Il concomitante uso o abuso di altre sostanze come la cocaina o le anfetamine, che producono effetti cardiovascolari simili, appare un fattore aggravante sia per ciò che riguarda la fisiopatologia cardiaca in acuto, sia per quanto riguarda la salute cardiaca nel lungo termine. Tali effetti sono stati correlati ad alcuni (rari) casi ad eventi cardiovascolari e neurovascolari anche fatali come infarti ed ictus, specie in soggetti di mezza età. Secondo uno studio, il consumo di cannabis aumenta di 4,8 volte il rischio di infarto nei primi 60 minuti dall'assunzione e del 1,5-3% l'anno con l'uso quotidiano.

### Effetti sull'apparato riproduttivo, sulla fertilità e la riproduzione
È stato dimostrato che la somministrazione di dosi elevate di THC ad animali abbassa transitoriamente i livelli di testosterone, la produzione di spermatozoi e la mobilità, interferisce in modo transitorio con il ciclo dell'ovulazione e la produzione di ormoni gonadotropici. Tuttavia, esistono anche ricerche che danno risultati contrari ed è possibile che si sviluppi una tolleranza verso questi effetti.
Secondo il Merck Manual of Diagnosis and Therapy del 1997, gli effetti dell'uso di cannabis sulla fertilità sono incerti.
La ricerca ha dimostrato che gli spermatozoi umani contengono recettori che vengono stimolati da sostanze come il THC e da altre molecole simili ai cannabinoidi. Alcuni test effettuati suggeriscono che fumare cannabis può influire sulla funzionalità degli spermatozoi ma non si sa ancora con quali effetti.
Sebbene, nei fatti, molti uomini che usano cannabis non hanno problemi ad avere dei figli, secondo alcuni è possibile che persone a rischio di infertilità siano più suscettibili a complicazioni riproduttive.
Uno studio del dottor Zuckerman e altri ha preso in considerazione un esteso campione di donne con una prevalenza sostanziale di uso di cannabis, verificato con analisi delle urine, e non si è trovato alcun incremento di incidenza di difetti alla nascita dei bambini. Contrariamente a quanto avviene per la sindrome alcol-fetale, l'esposizione prenatale alla cannabis non determina caratteristici connotati facciali nel neonato né gli altri sintomi collegati alla sindrome stessa. Il THC passa nel latte materno e potrebbe avere degli effetti sugli infanti allattati al seno.
Nei 3 più grandi studi longitudinali condotti fino ad oggi volti ad identificare alterazioni neurocomportamentali nei figli di madri che hanno utilizzato Marijuana almeno una volta alla settimana nel corso della gestazione, sia a scopo ricreativo sia curativo in sostituzione ai classici farmaci per il dolore e le nausee, sono stati trovati alterazioni quantificabili nella sfera cognitiva ed emotiva sia nei bambini che nei giovani adulti. In particolare nei bambini includevano deficit di attenzione ed iperattività, diminuiti punteggi nei test di memoria e intelligenza, comportamento impulsivo, deficit dell'apprendimento, problemi della socializzazione e turbe comportamentali. Negli adolescenti e nei giovani adulti includono invece persistenza dei deficit cognitivi e di attenzione, controllo emotivo e una aumentata incidenza di depressione, comportamento psicotico e schizofrenia. Alterazioni nella struttura corticale sono poi state rivelate attraverso esami dedicati.
È opportuno considerare il fatto che alcuni studi effettuati sull'uso di droghe in gravidanza si basano spesso su rapporti compilati dalle donne stesse, non sempre anonimi. Lo stigma sociale relativo all'uso di droghe illecite durante la gravidanza potrebbe scoraggiare l'onestà e la completa esposizione dei fatti e potrebbe compromettere la validità dei risultati. Alcuni studi dimostrano che le donne che consumano cannabis in gravidanza utilizzano spesso anche alcol, tabacco, o altre droghe illegali e questa circostanza potrebbe rendere difficile la deduzione scientifica di fatti riguardanti l'uso della sola cannabis a partire da dati statistici. Gli studi epidemiologici su larga scala e ben controllati sugli effetti dell'uso di cannabis in gravidanza sono ad oggi pochi.

## Effetti sulla salute mentale

### Dipendenza e sintomi di astinenza
La dipendenza da cannabis è un disturbo riconosciuto nella quinta revisione del Manuale Diagnostico e Statistico dei Disturbi Mentali (DSM-5) ed è definita come l'incapacità di un soggetto di interrompere l'uso continuato di cannabis.
Secondo il NIDA (National Institute of Drug Abuse, l'ente statunitense per lo studio degli effetti degli stupefacenti), circa il 9% degli individui che utilizzano per la prima volta cannabis ne diventeranno dipendenti, la percentuale si alza al 17% per chi inizia da adolescente e ancora di più dal 25 al 50% per chi la consuma giornalmente. Secondo diversi studi, la dipendenza da cannabis sarebbe comunque minore da quella causata da nicotina ed alcol.
Secondo un rapporto della Commissione Europea, solo "nel 2006, su un totale di 390 000 domande di trattamento (per abuso e dipendenza da sostanze, ndr), la cannabis costituiva il gruppo più numeroso (28 %) dopo i consumatori di eroina (34%)" prosegue inoltre "[...] è segnalata come sostanza principale da più del 30% dei pazienti in terapia in Francia, Ungheria e Paesi Bassi". Secondo questo rapporto i soggetti maggiormente dipendenti sarebbero uomini con una età media di 24 anni.

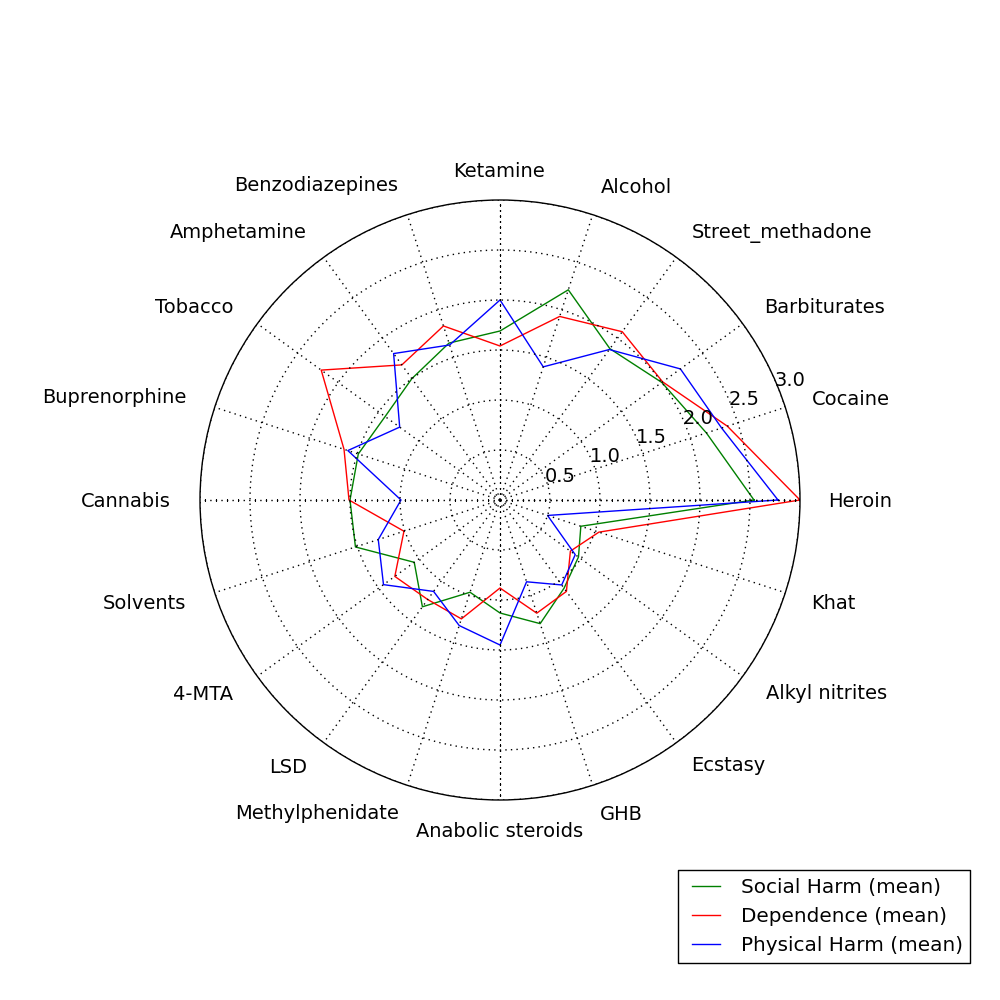
Dipendenza, danno fisico e sociale di diverse sostanze d'abuso in relazione ai consumi odierni (David Nutt, 2009).

La sospensione di un utilizzo cronico di cannabis si associa a sintomi d'astinenza in circa il 42% degli assuntori. I sintomi d'astinenza, seppur non gravi come quelli causati da altre sostanze come alcol, eroina o cocaina, possono includere agitazione, perdita dell'appetito, irritabilità, rabbia, aumento dell'attività muscolare e dell'aggressività, rebound del sonno REM (che viene soppresso dall'uso di cannabis) con conseguenti disturbi del sonno. La maggior parte dei sintomi tendono ad iniziare durante la prima settimana di astinenza e tendono risolversi nel giro di poche settimane.

### Ipotesi della droga di passaggio
La teoria del passaggio è la teoria secondo cui l'uso di alcune sostanze stupefacenti predisponga al futuro consumo di altre sostanze illecite.
Nel rapporto della Commissione Unita (2001) è riportato che sebbene possa emergere una correlazione tra il consumo di cannabis e quello di altre droghe illecite, la maggioranza dei consumatori sarebbe esule dal "passaggio". Si giunge alla conclusione che se ciò accade è in soggetti già predisposti ed anche in forte relazione alla sua illegalità, ossia per ottenere la cannabis il consumatore deve accedere ad un mercato non legale che offre anche altre sostanze stupefacenti. Questa tesi è appoggiata in Italia anche dal noto neuroscienziato Gian Luigi Gessa e negli USA dal Professor John Morgan, della New York Medical School, che a seguito di una ricerca dichiara che la cannabis non causa il passaggio all'uso di droghe pesanti, nella grande maggioranza dei consumatori essa è una fine, anziché una droga di passaggio. Le ricerche dell'American Psychiatric Association hanno dato risultati molto simili a quelli della commissione europea.
In uno studio del dicembre 2006 effettuato su 214 ragazzi consumatori solo di marijuana e non di alcool o tabacco, non si sarebbe sviluppata nessuna maggiore tendenza ad un futuro abuso di altre sostanze stupefacenti rispetto a chi non ne aveva mai fatto uso. Conclude che "la probabilità che qualcuno approdi verso droghe illegali è determinata più da inclinazioni personali e situazioni sociali che da droghe precedentemente utilizzate".
Tuttavia, sebbene la maggioranza dei consumatori adulti e saltuari sia esule dal "passaggio", questo rischio esiste in adolescenza quando il cervello, ancora in sviluppo, è più sensibile agli effetti delle sostanze psicotrope: è stato dimostrato come l'uso di cannabis in adolescenza è in grado di sovrastimolare ed alterare le strutture del piacere e della ricompensa del cervello, aumentando la successiva suscettibilità all'uso di droghe pesanti. Secondo i risultati di uno studio, coloro che hanno fatto uso di cannabis prima dei 17 anni sono dalle 2 alle 5 volte più soggetti a fare uso di droghe pesanti. Tesi confermata anche attraverso studi su modelli animali in uno studio del luglio del 2006 dei dottori Ellgren e Hurd. Secondo il Dr. Yasmin L. Hurd, l'altro ideatore dello studio, anche altre sostanze stupefacenti stimolano le stesse aree del cervello, tra cui nicotina e alcol etilico.

### Correlazione con malattie mentali

#### Disturbi psicotici
Uno studio elaborato per preparare la strategia nazionale Australiana del 2001 per le politiche sull'uso e traffico di stupefacenti ha fatto una analisi di centinaia di ricerche scientifiche ed ha indicato che se un individuo è a rischio di sviluppare serie malattie psicotiche, l'uso di cannabis può indurre la manifestazione di un episodio; allo stesso tempo lo studio conclude che gli studi scientifici che fanno una comparazione tra uso di tabacco, alcool e cannabis mostrano che con i consumi attuali (2001) di cannabis, il danno sociale e sulla salute della cannabis risulta essere sostanzialmente inferiore a tabacco e alcool, considerando che la cannabis, da un punto di vista generale (sempre rapportato ai consumi del 2001), ha un contributo minore al danno sulla salute. Inoltre studi che hanno analizzato la relazione tra salute mentale e uso di cannabis e che hanno visto una relazione negativa (maggiore l'uso e peggiore la salute mentale) hanno anche detto che, sebbene il campione fosse statisticamente rilevante, la magnitudine dell'impatto negativo dell'uso di cannabis sulla salute umana era limitato.
Il parere della Commissione dei ministeri della sanità e della Commissione del parlamento canadese è simile e conclude che l'uso di cannabis possa far emergere problemi latenti piuttosto che crearne di nuovi. La stessa tesi è condivisa dal Prof. Gessa: infatti alcuni studi dimostrano una correlazione diretta tra uso regolare di cannabis e sviluppo di psicosi e schizofrenia ma senza dimostrare la causa di questa relazione. È importante però capire anche come questa dinamica tra psicosi e uso di cannabis si instauri: ad esempio, è stato dimostrato che giovani che hanno una storia familiare di divorzi oppure genitori con depressione hanno una maggiore probabilità di sviluppare disturbi e una possibilità doppia di essere utilizzatori di cannabis (ciò potrebbe indicare ad esempio che la cannabis può essere utilizzata come medicamento ansiolitico dai giovani).
Tuttavia, negli ultimi anni, nuovi e più ampi studi (grazie anche alla legalizzazione dell'uso ricreativo in diverse parti del mondo) hanno aggiunto nuove informazioni sulla questione, anche alla luce del cambiamento delle abitudini dei consumatori e della potenza delle sostanze.
Uno studio (2015) pubblicato sulla rivista “The Lancet” (una delle riviste scientifiche più autorevoli) ha trovato che la somministrazione continuata di varietà ad alta potenza, come quelle di più recente commercializzazione e lo skunk, provoca un aumento di probabilità di sviluppare psicosi di 3 volte rispetto alla popolazione generale.
Una ricerca fatta su 34.653 adulti negli Stati Uniti (2013) ha mostrato che la prevalenza di psicosi e personalità schizoidi aumenta significativamente con una maggior assunzione di cannabis.
Secondo i ricercatori britannici Theresa Moore (Università di Bristol) e Stanley Zammit (Università di Cardiff), esistono correlazioni tra consumo cronico della cannabis e psicosi: sempre la stessa rivista ha pubblicato (2007) un loro studio secondo il quale nei fumatori predisposti a malattie psicotiche la marijuana possa aumentarne l'insorgenza del 41%.
Di parere opposto è uno studio dell'università di Oxford, datato luglio 2007, dove i ricercatori sostengono che solo in rari casi questo sia riscontrabile e nella misura dell'1%. Dello stesso parere è lo studioso David Nutt.
Tuttavia tali studi prendono in esame per lo più la popolazione adulta o la popolazione generale, o concentrandosi sulle ripercussioni sulla salute pubblica generale.
Tali conclusioni perciò non potrebbero essere direttamente traslate anche alle fasce più giovani di utilizzatori, in cui è ancora in corso lo sviluppo cerebrale (che termina attorno ai 22-27 anni).
Uno studio pubblicato nel 2017 e condotto su un modello animale in modo da studiare gli effetti della somministrazione cronica di cannabinoidi sullo sviluppo cerebrale ha trovato che nei soggetti con un'età equivalente a quella umana inferiore ai 23 anni i principi attivi provocano una alterazione persistente (anche dopo la sospensione dell'assunzione) del ritmo delle onde cerebrali che tendono ad assumere un pattern simile a quello dei pazienti psicotici, mentre la somministrazione nei soggetti con età equivalente superiore ai 23 anni tale alterazione è solo transitoria e quindi reversibile. Tali alterazioni sembrerebbero essere dovuti almeno in parte ad una diminuzione dei livelli di GABA nella corteccia prefrontale che porta ad un aumento dei livelli di dopamina (noto per causare sintomi psicotici), ed alla desincronizzazione del signalling di tali neuroni. Ciò può indicare come anche nei soggetti non predisposti allo sviluppo di patologie psicotiche possano essere provocate alterazioni persistenti nella funzionalità cerebrale.

#### Altri disturbi
Uno studio pubblicato nel 2019 ha mostrato una correlazione tra uso continuativo di cannabis da parte degli adolescenti e successivo sviluppo di ideazione suicidaria e depressione. Può causare l'instaurarsi della sindrome amotivazionale, una sindrome cronica caratterizzata da svogliatezza, mancanza di motivazione e piacere nel fare le cose.
Diversi studi hanno mostrato una correlazione tra uso continuato di cannabis e alterazione nella struttura di alcune aree cerebrali, specie quelle in cui sono presenti recettori cannabinoidi come ippocampo (implicato nei processi mnemonici), corteccia prefrontale (implicato nella emotività), amigdala (coinvolto nella percezione della paura), e cerebellum e che tali alterazioni erano tanto più evidenti quanto più precocemente era cominciata l'assunzione cronica di cannabis.
Un recente studio ha mostrato come l'uso frequente continuato di cannabis vada a ledere la “previsione episodica”, cioè la capacità dell'essere umano di immaginarsi in un futuro, suggerendo perciò che gli utilizzatori assidui abbiano difficoltà nella abilità mentale di prevedere scenari futuri che li riguardano.
Ben caratterizzati sia nell'uomo che nelle cavie da esperimento sono gli effetti sulla prole dovuti all'esposizione durante la gestazione ai componenti psicoattivi della cannabis. Anche una sola esposizione a settimana del feto a tali componenti si è infatti rivelata in grado di causare nei nascituri deficit cognitivi (in particolare mnemonici) e comportamentali (riguardanti in particolare la sfera emotiva e le capacità sociali). Tali effetti, causati da una ampia alterazione nell'espressione di geni implicati nel corretto funzionamento cerebrale e nei meccanismi di plasticità neuronale persistono anche nell'adulto.
Uno studio di Thomas F. Densona dell'University of Southern California e Mitchell Earleywineb dell'University of New York ha mostrato una diminuzione della depressione nei consumatori di cannabis. Al fine di scongiurarne l'uso da parte dei soggetti predisposti a reazioni avverse, l'Institute of Psychiatry di Londra sta sviluppando un test che dia la possibilità di individuare tali soggetti e quindi prevenire il possibile danno.
Secondo uno studio condotto su 34.521 pazienti adulti dal gennaio 2010 al dicembre 2020, di cui 1.681 consumatori di cannabis, coloro che utilizzavano cannabis nei 30 giorni precedenti l'intervento, poi sperimentavano il 14% in più di dolore nelle prime 24 ore successive e consumavano il 7% in più di oppioidi dopo l'operazione, rispetto al campione di controllo.

#### Effetti a lungo termine sulla memoria e le capacità cognitive
Il processo cognitivo più chiaramente colpito dalla marijuana è la memoria a breve termine. Negli studi è stato rilevato che i soggetti utilizzatori cronici di marijuana non sembrerebbero mostrare difficoltà nel richiamare concetti o ricordi, segno che la memoria lungo termine non sembra essere particolarmente influenzata dai principi attivi contenuti nella cannabis. Tuttavia, essi mostrano una diminuita capacità di imparare e richiamare nuove informazioni, segno di una compromissione dei processi coinvolti nella formazione della memoria a breve termine. Questa compromissione è evidente nel periodo di utilizzo cronico e sembra sparire con la sospensione, tuttavia al momento non è chiaro se tale compromissione sia completamente reversibile dopo la sospensione dell'utilizzo cannabis. Questi effetti sembrano essere inoltre dipendenti da dose, tempo di assunzione ed età in cui sì è iniziato ad assumere cannabis. Secondo una ricerca del 1999 dell'università di Oxford, l'uso cronico a lungo termine della cannabis non arreca danni di tipo cognitivo.
Diverso è il discorso se il consumo di cannabis inizia in età adolescenziale: un ampio studio pubblicato nel 2012 ha mostrato come l'uso cronico di cannabis a partire dalla giovane età causi una compromissione di diversi parametri cognitivi e neuropsicologici che tendono poi a peggiorare ulteriormente anche in età adulta e che non sembrano recuperare completamente con la sospensione dell'assunzione, a conferma della influenza negativa dei principi attivi contenuti nella cannabis nella finestra critica dello sviluppo cerebrale. Uno studio svolto su soggetti adolescenti che fa uso cronico di cannabis ha mostrato una diminuita connettività tra le aree cerebrali associate a capacità cognitive, attenzione e memoria.
Uno studio del 2015 ha mostrato che il consumo abituale di cannabis favorisce la formazione di falsi ricordi, anche diverso tempo dopo la sospensione dell'assunzione della droga. Secondo una ricerca del Center for Translational Psychiatry del Feinstein Institute for Medical Research e del Zucker Hillside Hospital di New York rivela che l'assunzione di cannabis ha effetti positivi sulle funzioni cognitive dei pazienti affetti da schizofrenia.

## Effetti a lungo termine dovuti al fumo di Cannabis
Il metodo più diffuso di assumere Cannabis consiste nel fumarla, e per questo buona parte della ricerca scientifica è stata indirizzata sui possibili danni alla salute determinati dal fumo. Il metodo di assunzione tramite delle pipe ad acqua (Bong o narghilè) secondo alcuni studi renderebbe gli effetti respiratori negativi (come tosse, catarro o irritazione) meno gravi, i quali invece si aggravano con il fumo di tabacco e cannabis generato dalla combustione di una sigaretta.
Altre modalità di assunzione più sicure possono eliminare i problemi cardiorespiratori legati al fumo:
- l'ingestione (tramite tisane o cibi alla cannabis)
- l'assunzione tramite aerosol, detto anche vaporizzatore, la cui innocuità non è però ancora stata dimostrata

### Effetti cardiorespiratori del fumo di cannabis e tabacco a lungo termine
Tra i più noti problemi respiratori associati al fumo di tabacco si riscontra l'insorgere di bronchite, tosse, catarro, sibili nella respirazione, broncopneumopatia cronica (BPCO), possibilità maggiore di malattie cardiache, ictus, arteriosclerosi e malattie vascolari periferiche. Per via della similarità tra i prodotti della combustione del fumo di sigaretta e di cannabis, gli effetti sulla salute dell'uso continuato sono in larga parte simili. Le sostanze nocive del fumo che possono danneggiare direttamente l'apparato respiratorio, irritare e predisporre a danni ulteriori, ma anche indirettamente il resto dell'organismo, sono essenzialmente prodotti della combustione incompleta di resina, foglie e carta, e sostanze volatilizzate per la relativamente elevata temperatura.
Comunque, gli effetti sull'apparato respiratorio del fumo di tabacco e di cannabis sarebbero in parte differenti poiché tendono a manifestarsi su differenti tratti dell'apparato respiratorio: laddove il fumo di tabacco tende a saturare gli alveoli e i rami più periferici dei polmoni, quello di cannabis tende a concentrarsi nei bronchi e nei tratti centrali e più larghi. Una conseguenza di questo è che la cannabis, a differenza del tabacco, non sembra provocare l'enfisema.
Tra i composti liberati nel corso della combustione, oltre a noti cancerogeni, come benzopirene, naftalene o benzoantracene, sono presenti monossido d'azoto, biossido d'azoto, acetaldeide, acido cianidrico ed acroleina. Il monossido di carbonio esercita effetti negativi sul sangue, riducendone la capacità di trasportare ossigeno. Quando il monossido di carbonio si lega all'emoglobina (la componente di trasporto di ossigeno nei globuli rossi), risultando in un complesso molto più stabile dell'emoglobina legata con l'ossigeno o anidride carbonica, si può avere la perdita permanente della funzionalità delle cellule del sangue. Le cellule ematiche sono naturalmente riciclate dopo un certo periodo di tempo, permettendo la creazione di nuovi eritrociti. Tuttavia, se l'esposizione di monossido di carbonio raggiunge un certo livello, si può verificare l'ipossia (e più tardi la morte). Tutti questi fattori rendono i fumatori più a rischio di sviluppare varie forme di arteriosclerosi e patologie correlate.
Per questo motivo le persone che fanno spesso uso di cannabis si servono di appositi vaporizzatori atti a consentire l'assunzione dei principi attivi senza operare la combustione e quindi senza l'ausilio di tabacco, evitando quindi eventuali danni da fumo; questo metodo è specialmente diffuso in quegli stati ove è consentito l'utilizzo della cannabis per uso medico.
Un motivo ulteriore che incentiva l'uso del vaporizzatore è il fatto che, ottimizzando l'uso della sostanza (evitando che gran parte dei principi attivi vadano dispersi in fumo come avviene appunto nella combustione), i consumatori possono risparmiare parecchio sull'approvvigionamento di cannabis. Questo vale specialmente per chi, facendone uso medico, deve pagare prezzi elevati per l'importazione da altri paesi (come succede ad esempio in certe regioni d'Italia, dove è legale l'uso medico di cannabis importata, ma ne resta vietata l'autoproduzione).

### Effetti sul cavo orale
L'uso cronico di marijuana può causare ipertrofia gengivale con caratteristiche cliniche simili a quella indotta dalla fenitoina.

### Il fumo e il rischio di cancro
Il fumo di cannabis contiene più di 50 agenti cancerogeni conosciuti. Il tabagismo è collegato all'insorgenza di patologie neoplastiche di varia natura e molte delle sostanze liberate nel corso della combusione del tabacco sono presenti anche in quello di cannabis.

#### Cancro ai polmoni

##### Studi che dimostrano correlazione
Secondo i risultati della "Commissione Unita" (vedi sopra) del 2001, il fumo derivante dalla combusione della cannabis conterrebbe il 50% di sostanze cancerogene in più del fumo non filtrato ottenuto dalla combustione di tabacco. Uno dei maggiori indiziati per l'effetto cancerogeno del fumo di cannabis sarebbe l'α-benzopirene, un noto cancerogeno che si sviluppa comunemente nel corso di processi di combustione, insieme a naftalene e benzoantracene. Altri metodi per assumerla che non prevedono la combustione non sarebbero associati ad un rischio di cancro. I pochi studi che erano stati fatti, tuttavia, non mostravano un'incidenza significativamente maggiore di cancro ai polmoni rispetto ai fumatori di solo tabacco e una questione importante era se il fumare sia cannabis che tabacco insieme (cosa molto comune) aumentasse il rischio di cancro ai polmoni oppure no. Scholten ha osservato che anche i fumatori di cannabis intensivi fumano meno dei fumatori medi di tabacco, il che porterebbe a eguagliare il potenziale cancerogeno di tabacco e cannabis. L'istituto francese INSERM, tuttavia, riteneva la questione ancora aperta.

##### Studi che non dimostrano correlazione
Uno studio del 1997, che prendeva in esame la storia clinica di 64855 pazienti (di cui 14033 dichiaravano di essere al tempo fumatori di cannabis) non riscontrava alcun collegamento tra uso di cannabis e cancro.
Uno studio pubblicato nel 2006 da Donald Tashkin della University of California di Los Angeles ha concluso che non esisterebbe alcun legame tra il fumo di cannabis e il cancro ai polmoni. Esso si basava sull'esame di un campione statistico considerevole (1200 persone con cancro al polmone, al collo o alla testa, e un analogo gruppo di 1040 persone che non avevano il cancro) non ha mostrato alcun collegamento con il cancro al polmone. I risultati, anzi, indicavano una leggera correlazione negativa tra l'uso a lungo o breve termine di cannabis e il cancro, suggerendo un possibile effetto preventivo della cannabis stessa.
Studi cellulari e studi su modelli animali suggeriscono che il THC, stimolando i recettori cannabinoidi disposti sulla superficie cellulare e coinvolti in numerosi processi di regolazione, avrebbe proprietà antitumorali, sia per effetto della stimolazione della morte programmata (apoptosi), sia per effetto dell'inibizione della nuova vascolarizzazione che alimenta i tumori. Tuttavia, le osservazioni su linee cellulari poste a contatto con agonisti dei recettori cannabinoidi o modelli animali (come cavie da laboratorio) non è detto siano direttamente riferibili anche all'essere umano. Inoltre, i cancerogeni certi presenti nel fumo possono interferire con un potenziale effetto terapeutico dei cannabinoidi.

#### Cancro ai testicoli
Uno studio statunitense del 2007 ha evidenziato un rischio del 70% maggiore di cancro ai testicoli per coloro che fanno almeno settimanalmente uso di marijuana oppure che hanno iniziato in adolescenza rispetto a chi non ne ha mai fatto.

## Sintesi degli effetti sui consumatori cronici
Alcuni degli effetti sulla salute che le ricerche documentano come probabilmente associati ad un consumo cronico di cannabis, in sintesi sono:
- psicosi, (ad esempio schizofrenia in individui predisposti);[106]
- crollo psicotico;[107][108]
- problemi di memoria;[109][110]
- difficoltà di apprendimento;[111]
- xerostomia, sonnolenza e difficoltà di coordinazione motoria (durante e fino ad alcune ore dopo il consumo)
- ansietà, depressione maggiore, disturbo dell'umore;[112],[113],[114]
- Sindrome amotivazionale (difficoltà di concentrazione e motivazione), risultante in un calo del 50-60% dei livelli di testosterone;[115]
- cancro al polmone;[116]
- carcinoma della laringe;[117]
- tumore del testicolo;[118]
- disturbi del comportamento sessuale umano (in generale desiderio, erezione, orgasmo; nello specifico, rischio di eiaculazione precoce o di anorgasmia, aumentato di quattro volte).

Alcune problematiche sono specificamente legate all'assunzione del fumo, e pertanto possono risultare dalla combinazione del consumo di cannabis con un consumo cronico di tabacco:
- bronchite e tosse secca persistente;[119]
- nausea e vomito;[120]
- tachicardia e infarto miocardico acuto;[121][122]
- Ictus;[123]
- Carcinoma della bocca (un tipo di tumore aggressivo, frequente nella popolazione dei fumatori);[124]

## Uso di cannabis e guida
Esistono diverse difficoltà nello stabilire gli effetti e le conseguenze dell'uso di cannabis sulla guida: in primo luogo l'uso di cannabis è più comune in una fascia demografica nella quale è maggiore l'incidenza di incidenti stradali; le persone fermate per guida pericolosa e trovate positive al THC spesso risultano positive anche all'alcol; non ci sono statistiche affidabili che possano fornire un parametro di riferimento: ad esempio, la percentuale di utilizzatori di cannabis che guida senza incidenti; inoltre, sussistono molti impedimenti di natura etica e legale che ostacolano le ricerche in questo campo.
Uno studio del 2001, condotto dal Transit Research Laboratory, nel Regno Unito, ha indagato specificamente gli effetti dell'uso di cannabis sulla guida, e rappresenta una delle ricerche più recenti e citate in materia. Il rapporto riepiloga le conoscenze attuali riguardo agli effetti della cannabis sulla guida e sul rischio di incidenti, basandosi su di una raccolta della letteratura pubblicata a partire dal 1994, e sul controllo in laboratorio di attività e compiti svolti da soggetti sotto l'effetto della cannabis.
Lo studio identifica, nei maschi giovani, tra cui il consumo di cannabis è frequente e in aumento, e tra cui è anche comune il consumo di alcolici, la categoria più a rischio di incidenti stradali, sia a priori che a posteriori. Questo è collegabile tuttavia anche ad inesperienza e a fattori maggiormente presenti in quella fascia d'età, inerenti alla percezione, l'accettazione o perfino la ricerca del rischio, alla micro-delinquenza, ecc. Queste variabili demografiche, psicologiche e sociologiche possono correlarsi sia con l'uso di droga sia col rischio di incidente, influendo sulla correlazione tra uso di droga e coinvolgimento in incidenti.
Gli effetti della cannabis su compiti e test effettuati in laboratorio mostrano una chiara riduzione di capacità quali inseguimento di un oggetto, attenzione e altro, con modalità dipendenti dalla dose somministrata. Questi effetti però non sono altrettanto evidenti su attività reali come la guida di un'auto dal vivo o su un simulatore. Sia nella simulazione che nei test su strada, gli effetti sul comportamento alla guida nel periodo di tempo seguente all'assunzione di dosi elevate di cannabis risultano: uno stile di guida più cauto; una maggiore variabilità nella posizione sulla corsia e nella direzione seguita; tempi di decisione più lunghi, suggerendo, a tutti gli effetti, una diminuita capacità, dal momento che i comportamenti citati potrebbero limitare le risorse e i franchi di sicurezza necessari a far fronte ad eventi imprevisti e di difficile gestione. D'altro canto, viene riconosciuto di solito un certo sforzo di compensazione da parte del guidatore: i soggetti che hanno assunto cannabis sembrano di solito percepire soggettivamente una ridotta capacità e possono tentare di compensare, ad esempio, non effettuando sorpassi o rallentando e focalizzando l'attenzione quando sanno che sarà necessaria una loro reazione nella guida.
Questo effetto di compensazione potrebbe rappresentare uno dei motivi per cui non risultano evidenze che il fumo di cannabis possa rappresentare un fattore di rischio per gli incidenti. Tuttavia, conclusioni certe non possono essere stabilite in assenza di uno studio epidemiologico su larga scala.
Nello studio citato in precedenza, nel 4-12% degli incidenti mortali si sono riscontrati livelli dei principi attivi della cannabis nel sangue. Tuttavia nella gran parte degli studi si è riscontrato come nella maggioranza di incidenti mortali dove si era riscontrato un uso cannabis si era altresì verificata un'assunzione anche di alcol. Lo studio stima una soglia di 11 ng/ml di THC nel sangue, come la dose equivalente al limite di alcol per la guida in Inghilterra, sebbene gli effetti della cannabis sulla guida durino circa tre ore dopo l'assunzione, ma non si protraggono oltre. L'alcol da solo (in dosi tali da provocare alterazione della capacità di guida) o in combinazione con la cannabis determina una più spiccata riduzione della capacità di guida, un aumento della probabilità di essere coinvolti o di causare incidenti.
Nel più ampio studio sul tema condotto dal U.S. Department of Transportation's National Highway Traffic Safety Administration nel 2015 è stato trovato che "gli autisti trovati positivi alla marijuana tramite test di fluidi orali o analisi del sangue non avevano alcuna maggiore probabilità di incorrere in incidenti stradali rispetto a chi non ha fatto uso di marijuana, altre sostanze stupefacenti o alcool prima di mettersi alla guida". D'altro canto, uno studio condotto di recente a seguito della liberalizzazione della marijuana in diversi stati americani ha trovato un significativo aumento del numero di incidenti fatali in cui erano coinvolti soggetti assuntori.
A simili conclusioni giungono monitoraggi e studi effettuati dai governi di Australia, Regno Unito, Nuova Zelanda e Stati Uniti. Gli studi nei quali si è riscontrato che la cannabis ha effettivamente un'influenza negativa sulla guida si basano di solito su test di sobrietà effettuati a bordo strada. Anche da studi che adottano questa metodologia risulta che la maggioranza di soggetti che risultavano positivi alla cannabis risultavano positivi anche all'alcol.

### Aspetti legali
- Mary Lynn Mathre, Cannabis in Medical Practice: A Legal, Historical, and Pharmacological Overview of the Therapeutic Use of Marijuana, McFarland, 1º gennaio 1997, ISBN 978-0-7864-8390-7.
- Richard Glen Boire e Kevin Feeney, Medical Marijuana Law, Ronin Publishing, 2006, ISBN 978-1-57951-034-3. URL consultato il 2.
- Ed Rosenthal e Steve Kubby, Why Marijuana Should Be Legal[collegamento interrotto], Running Press, 2003, ISBN 978-1-56025-481-2.
- Tatiana Shohov, Medical Use of Marijuana: Policy, Regulatory, and Legal Issues, Nova Publishers, 1º gennaio 2003,  p. 41, ISBN 978-1-59033-754-7.
- State University of New York Mitch Earleywine Associate Professor University at Albany, Pot Politics : Marijuana and the Costs of Prohibition: Marijuana and the Costs of Prohibition, Oxford University Press, 7 agosto 2006,  p. 100, ISBN 978-0-19-972753-7.
- Kayla Morgan, Legalizing Marijuana, ABDO, 1º settembre 2010, ISBN 978-1-61758-821-1.
- Lester Grinspoon, Marihuana reconsidered, Apogeo Editore, 1996,  p. 504, ISBN 978-88-7303-148-2.
- Persio Tincani, Perché l'antiproibizionismo è logico (e morale). Filosofia, diritto e libertà individuali, Sironi Editore, 2012,  p. 163, ISBN 978-88-518-0197-7.
- Aldo Carnevale e Antonio Di Tillio, Medicina e carcere: gli aspetti giuridici, criminologici, sanitari e medico-legali della pena, Giuffrè Editore, 2006,  p. 260, ISBN 978-88-14-12390-0.
- Steven Wishnia, La cannabis. Proprietà, storia, impieghi, folklore, Gremese Editore, 2004,  p. 51, ISBN 978-88-7944-748-5.

### Aspetti medici
- Gisela Schreiber, Cannabis. Proprietà terapeutiche e altri utilizzi, Tecniche Nuove, 2003,  p. 3, ISBN 978-88-481-5792-6.
- Giusto Giusti, Manuale di medicina forense. Con CD-ROM, Wolters Kluwer Italia, 2008,  p. 540, ISBN 978-88-13-28377-3.
- Aldo Zangara, Medicina preventiva e riabilitativa, PICCIN, 1996,  p. 146, ISBN 978-88-299-1235-3.
- Christian Rätsch, Marijuana Medicine: A World Tour of the Healing and Visionary Powers of Cannabis, Inner Traditions / Bear & Co, 1º marzo 2001, ISBN 978-0-89281-933-1.
- Ethan B Russo, Cannabis and Cannabinoids: Pharmacology, Toxicology, and Therapeutic Potential, Routledge, 3 aprile 2013, ISBN 978-1-136-61493-4.
- Bronwen Jean Bryant, Bronwen Jean Bryant, Kathleen Mary Knights, Evelyn Salerno, Bryant & Knights e Kathleen Mary Knights, Pharmacology for Health Professionals, Elsevier Australia, 2011,  p. 435, ISBN 978-0-7295-3929-6.
- George M. Brenner, Ph.D. e Craig W. Stevens, Ph.D., Pharmacology, Elsevier Health Sciences, 11 ottobre 2012,  p. 267, ISBN 978-1-4557-0282-4.
- Stan K. Bardal, Jason E. Waechter, M.D., Jason Waechter, Douglas S. Martin, Applied Pharmacology, Elsevier Health Sciences, 10 novembre 2010,  p. 93, ISBN 978-1-4377-0310-8.
- Lee M. Cohen, Frank L. Collins, Jr., Alice Young, Dennis E. McChargue, Thad R. Leffingwell, Katrina L. Cook, Pharmacology and Treatment of Substance Abuse: Evidence and Outcome Based Perspectives, Taylor & Francis, 19 giugno 2009,  p. 51, ISBN 978-0-203-89335-7.
- John Brick e Carlton K. Erickson, Drugs, the Brain, and Behavior: The Pharmacology of Abuse and Dependence, Second Edition, Routledge, 12 dicembre 2012,  p. 103, ISBN 978-1-135-12218-8.
- (EN) The Health Effects of Cannabis and Cannabinoids: The Current State of Evidence and Recommendations for Research, su www8.nationalacademies.org, National Academies of Sciences, Engineering and Medicine, 2017. URL consultato il 26 febbraio 2017 (archiviato dall'url originale il 27 febbraio 2017).